# Кремінь Дмитро Дмитрович
Дмитро́ Дми́трович Кре́мінь (21 серпня 1953, с. Суха, Іршавський район, Закарпатська область, Українська РСР— 25 травня 2019, Миколаїв)— поет, публіцист, есеїст, перекладач, заслужений діяч мистецтв України (2016), лауреат Шевченківської премії (1999). Член Національної спілки письменників України (1979), Асоціації українських письменників (1997), Асоціації естрадних діячів України (1999), головний редактор часопису «Соборна вулиця».
Батько українського політика та науковця, голови Миколаївської обласної ради (лютий— листопад 2014), народного депутата України VIII скликання, Уповноваженого із захисту державної мови Тараса Кременя.

## Біографія
Випускник філологічного факультету Ужгородського держуніверситету (1975). По закінченню працював за направленням учителем української мови та літератури та російської мови та літератури в Казанківській середній школі № 2 (смт Казанка Миколаївської області) (1975—1977). Пізніше був кореспондентом районної газети (1977—1979). Після переїзду до Миколаєва, який став для поета другою Батьківщиною, обіймав посаду викладача кафедри української літератури в Миколаївському педінституті ім. В.Бєлінського (1979—1980), керував обласною літературною студією «Джерела» (1980—1987), став заввідділу найбільшої в області молодіжної газети «Ленінське плем'я» (1980—1990).
Став серед засновників обласної газети «Радянське Прибужжя» (згодом «Рідне Прибужжя»), в якій працював оглядачем з питань культури і життєвого середовища (1990—1992), редактором відділу культури і відродження (1992—2002), заступником головного редактора (2002—2011). За сумісництвом керував літературною студією «Борвій» при Обласному будинку художньої творчості (1992—2004).
У різні роки перебував на посадах доцента Миколаївської філії Київського національного університету культури і мистецтв, Миколаївського національного університету імені В. О. Сухомлинського, професора Південнослов'янського інституту Київського славістичного університету, Міжнародного класичного університету імені П. Орлика, Миколаївського обласного інституту післядипломної педагогічної освіти (за сумісництвом).
Був редактором літературного інтернет-журналу «Літературний Миколаїв» (litnik.org), головним редактором часопису «Соборна вулиця» (2012—2018).
З 2010 року по січень 2018 року — голова Миколаївської обласної організації Національної спілки письменників України.

### Громадська діяльність
Дмитро Кремінь — делегат установчого з'їзду Народного Руху України за перебудову (1989), Всеукраїнського з'їзду інтелігенції, Світового конґресу українців, ініціатор відродження на Миколаївщині ВУТ «Просвіта» імені Тараса Шевченка, Товариства української мови.

## Рання творчість
Поетичний дебют Д. Д. Кременя відбувся 11 лютого 1965 р. на сторінках газети «Закарпатська правда». Закінчив студію образотворчого мистецтва З. С. Баконія при Закарпатському обласному будинку піонерів (нині Обласний будинок художньої творчості), переможець міжнародного конкурсу дитячих малюнків. Рукопис першої поетичної книги «Тан блукаючого вогню» вилучено під час обшуків у гуртожитку УжДУ (1974). Відомі публікації на сторінках альманаху «Вітрила» (1970—1971), в журналі «Ранок», закарпатській пресі. Брав активну участь у роботі обласного літоб'єднання при Закарпатській організації СПУ, був членом художньої ради цього літоб'єднання, в якій перебував на посаді завсекції поезії. Дружив із класиками закарпатської літератури Петром Скунцем, Іваном Чендеєм і Феліксом Кривіним, на яких фактично трималося мистецьке життя краю. Тоді він познайомився з Василем Густі, який, по суті, увів його до кола університетських поетів, а також Миколою Матолою, Іваном Петровцієм, Дмитром Кешелею, Йосипом Клейманом, В.Демидовим, А.Степанян, Й.Желіцкі, Г.Фодором.

## Роки спротиву
Дмитро Кремінь вступав 1970 року до Ужгородського університету вже відомим українським поетом. Отже, коли тоталітарна машина взялася і за пошуки жертв на Закарпатті, все почалося із цькування Івана Чендея за його книгу «Березневий сніг», а також сценарій до «Тіней забутих предків», Петра Скунця за поему «Розп'яття». Майже водночас вилучали готові до друку книги Миколи Матоли, знищили тираж книги Фелікса Кривіна «Подражание театру». Як пригадував Дмитро Кремінь, арешти інтелігенції йшли превентивно. Але це не лякало радикальну молодь: студентська «вольниця», поїздки Дмитра Кременя до Львова із Михайлом Чендеєм, знайомство з Григорієм Чубаєм, Миколою Рябчуком, Олегом Лишегою, Віктором Морозовим, Володимиром Івасюком, Романом Безпалковим налаштовувало на духовний спротив системі. А коли поет разом із Миколою Матолою зайнялися самвидавом, передрукувавши на машинці свої поезії, поеми, симфонії, а потім їх художньо оформлювали в кілька чисел альманаху «Скриня». Усе це було художньо мило, але тягло на кримінальну статтю.

Поет пригадує: 
|  | Микола рідко бував у кімнаті гуртожитку, яку нам із ним дали: частіше спав у Світлани, першої дружини. А я приймав своїх богинь та муз і малював сюрреалістичні картини вже не аквареллю, а гуашшю. Тоді я вже дружив із великими художниками Ференцом Семаном, Павлом Бедзіром. Зрештою, вся ужгородська мистецька богема тих часів мене знала. |

На початку 1974 року, коли була фактично готовою до друку перша книга поета, де, окрім інших текстів, містилися поема «Меморандум Герштейна», поетичні симфонії: «Сад», "Параноїчна зона «А», «Танок блукаючого вогню», «Коні Адамові», на засіданні університетської літературної студії ім. Юрія Гойди, якою керував кандидат філологічних наук, доцент Василь Поп, студентові було влаштовано своєрідний, але такий популярний у ті часи відкритий «творчий звіт» на 48 учасників з числа комсомольсько-партійного активу та студентства. Однією з головних причин цього дійства стали поширені в студентських колах неоднозначні з точки зору соцреалізму вірші поета. Водночас це могло бути спричинене ще одним фактом: зустріччю із тоді опальним актором, поетом, автором «Атомних прелюдів» і «Ста поезій», М.Вінграновським в Ужгороді восені 1974 року, який приїхав шукати підтримки в І. М. Чендея.
У «звітуванні», яке, судячи з усього, готували з вересня 1974 року, взяли участь викладачі факультету: В. С. Поп, П. М. Лизанець, фронтовик, доцент кафедри російської літератури В. І. Аріповський, доцент кафедри української мови та літератури Є. Ф. Гортвай, секретар парторганізації, кандидат філологічних наук, доцент кафедри української літератури Ю. І. Балега, секретар комсомольської організації факультету В.Опрофат, професор, доктор філологічних наук П. П. Чучка, а також В. Даценко. Втім, із усіх учасників засідання в дискусії взяло участь тільки семеро. За результатами засідання його творчість піддали критиці, звинуватили у вільнодумстві, незрозумілості образів тощо. А що стосується «незрозумілості», в якій йому слідом за фронтовиком дорікала В.Опрофат, Д. Д. Кремінь відповів їй чітко і лаконічно: "Валечко, Гете казав: «Якщо читач вважає, що в творах— туман, то ще невідомо, в чиїй голові туман». Вже тоді Дмитро Кремінь, котрого лякали «вовчим квитком», вилученням з університету, від чого, до речі, його врятував ректор Дмитро Чепур, зізнався, що витоки свого т. зв. незрозумілого письма він черпає в ліриці епохальних українських поетів: Тараса Шевченка, Богдана-Ігоря Антонича, Павла Тичини, котрих визнавав за своїх літературних вчителів.
Як пригадує поет:
|  | …переїзд до смт Казанка Миколаївської області був доленосним. У Миколаєві, закритому місті, порядки були суворі, але саме там перший секретар обкому Володимир Васляєв наклав табу на шельмування роману Олеся Гончара «Собор». І саме при цьому чоловікові в Миколаєві були засновані організації Спілки художників (1970) і письменників (1974). Я прожив у Казанці чотири роки. Там же став автором першої книжки «Травнева арка» з передмовою Віталія Коротича і членом Спілки письменників СРСР, прославився в Москві на зльоті молодих письменників Союзу. Якби я був «під оком» і про мене не лунали б схвальні слова класиків у Києві та Москві, я міг би загриміти в Новоданилівську колонію поблизу Казанки: там чимало пересиділо дисидентів. Тут, у Казанці, я відкрив собі цілий степовий материк. Це батьківщина Павла Глазового, батьківщина народної комедії Леоніда Юхвіда «Весілля в Малинівці». Але це тільки література. А народ виявився страшенно доброзичливим. Тим паче — море вчорашніх студентів, які тут же, як і я, ставали лікарями, вчителями. Я ж тоді був двадцятирічним хлопцем, елегантним і красивим. А що дітей у школі любив і ніколи не давав ображати нервовим колегам, то й діти мене любили. А значить, полюбили й ненависну їм до того укрмову й укрлітературу, яку я викладав. Щоб тебе пам'ятали, щоб тебе любили в народі і в такі часи, як наші, — для цього й самому треба бути людиною. |

## Поетичні книги
- «Тан блукаючого вогню» (1974, вилучено)
- «Травнева арка» (1978)
- «Південне сяйво» (1982)
- «Танок вогню» (1983)
- «Бурштиновий журавель» (1987)
- «Шлях по зорях» (1990)
- «Пектораль» (1997)
- «Елегія троянського вина» (2001)
- «Літопис» (вибрані твори) (2003)
- «Атлантида під вербою» (2003)
- «Синопсис» (2005)
- «Полювання на дикого вепра» (2006)
- «Літній час» (2007)
- «Вибрані твори» (Бібліотека Шевченківського комітету, 2007)
- «Лампада над Синюхою» (спільно з народним художником України А. Антонюком, 2007)
- «Скіфське золото» (вибрані твори 1990—2000-х рр., 2008)
- «Замурована музика» (2011)
- «Медовий місяць у Карфагені» (2013)
- «Скрипка з того берега» (2016)
- «Літо Господнє» (2016)
- «Poems from the Scythian Wild Field» (2016).
- Був головним редактором книги «Небесне і земне» із серії «Обдаровані мудрістю», присвяченої його жиитю і творчості (2018).
- Автор ідеї видання книги листів В.Коротича до Д.Креміня «Цілком особисто» (2011).
- «З днів шалених». Рання лірика і «закарпатський цикл віршів» (2021)
- Український апокриф. Вибрані та останні твори (2023).
- Сива райдуга. Книга віршів, есе і роздумів (2024).

## Перекладацька діяльність
Перекладав з російської (Борис Пастернак, Андрій Вознесенський, Євген Євтушенко, А. Чернов, Л. Григор'єва, Володимир Пучков, Тамара Гордієнко), грузинської (Лаша Надарейшвілі, М. Циклаурі, Шота Нішніанідзе, Ніколоз Баратішвілі, М. Хетагурі), вірменської (Г. Давтанян, H. Богдасарян), осетинської (С. Міндіашвілі, В. Ікаєв, Н. Бакаті), німецької (Генріх Гейне), болгарської (Т.Копранов, Б.Аврамов), словацької (Я.Костра, Л.Фелдек, Е. Б. Лукач, М.Валек) та інших мов.
Вірші Д. Кременя перекладені багатьма мовами світу:
- російською (О. Павлов, В. Пучков, Е. Январьов),
- англійською (С. Іщенко, Р. Торнтон, С. Лавочкіна),
- латиською (Р. Чилачава, І. Аузінь),
- словацькою (Т. Юричкова),
- китайською (Чжан Чжічжун).

Переклади видавалися окремими книгами:
- «Ольвийский транзит» (пер. рос. О. Павлова, 2006);
- книга-трилінгва «Два береги» (рос. пер. В. Пучкова, англійською — С. Іщенко, Р. Торнтон) (2007), удостоєна Міжнародної премії імені Арсенія та Андрія Тарковських (2010);
- «Осінні афини» в серії «Між Карпатами і Татрами» (пер. слов. В. Юричкової, вип. 17) (2011). У цій же серії вийшли також окремі книги перекладів зі словацької: Л. Фелдека, Я. Костри (2011), Е. Б. Лукача (2013).

## Публіцистика
Д. Д. Кремінь друкувався у журналах «Вітчизна», «Київ», «Сучасність», «Кур'єр Кривбасу», «Україна», «Дзвін», «Січеслав» «Музейний провулок», «Ukraine», «Вежа», «Море», «Дружба народов», «Літературна Україна», «Українська літературна газета», «За вільну Україну», «Екзиль», «Автограф», «Березіль», «Буковинське віче», «Вересень», «Військо України», «Голос України», «День», «Дзеркало тижня», «Дукля»,  «Кримська світлиця», «Культура і життя», «Морська держава», «Музейний провулок», «Освіта», «Ранок», «Письмена», «Славянский альманах», «Слово Просвіти», «Старий замок», «Українська література в загальноосвітній школі», «Урядовий кур'єр», «Флот України», «London Magazine», «Prism», «Hayden's Ferry Review», «Eclectica».
Набули всеукраїнського розголосу його есе «Таємниця саркофага», «Козак Мамай у сузір'ї манкурта», «Куди орел несе дельфіна», «Тризубом по двоглавому горобцю», «Планета під вербою» та ін., видрукувані наприкінці 1980-х— на поч. 1990-х рр. Мають популярність його творчі портрети сучасників: Андрія Антонюка, Володимира Бахтова, Івана Булавицького, Василя Бурдика, Анатолія Завгороднього, Олега Ігнатьєва, Михайла Озерного, Михайла Ряснянського, Петра Скунця, Івана Чендея, Д.Кешелі, Ю.Шипа, В. Бахтова, Ю.Гуменного, М.Тарпана, В.Бойченка, І.Григурка, В.Юр'єва, І.Царинного, М.Ковалевського, І.Баклицького, М.Божаткіна, Г.Могильницької, Ю.Зіньковського, Г.Бязирєва, С.Піскурьова, Н.Лущан, А.Качана, В.Карпенка, В.Козлова, А.Погорєлова, І.Чіпака, Ф.Іванова, А.Харлановича, О.Різниченка, Ю.Демченка, М.Берсона, М.Кравченка, Е.Январьова, К.Голубкової, В.Карнауха, А.Малярова, Ю.Кублановського, Л.Чижової, І.Старікова, О.Мадараш, Н.Білецької, О.Павлова.
Відомі літературознавчі розвідки про Г.Косинку, М.Куліша, А.Малишка, М.Вінграновського, О.Сизоненка, Л.Вишеславського, С.Крижанівського, О.Глушка, Л.Куліченка, В.Базилевського, Л.Костенко, В.Стуса, В.Коротича, І.Драча.
За його сценарієм Миколаївською студією телебачення виготовлено фільм «Білі хмари на тлі золотому» (редактор— О. О. Митрофанов, оператор— Ю. Б. Трегубов, голос за кадром— В.Бурдик), удостоєний гран-прі на всеукраїнському фестивалі кінофільмів «Калинові острови» (2004), а також «Слідами Ахіллового бігу» (редактор— О. О. Митрофанов, оператор— Ю. Б. Трегубов, голос за кадром— Т. Д. Кремінь) (2010).
У 2011 р. вийшла есея «Піщаний годинник України» (спільно із Т. Д. Кременем) («Соломонова Червона зірка»).

## Пісенна творчість
Дмитро Кремінь — автор близько 500 пісень, покладених на музику Т. Ярової, В. П'ятигорського, О. Нежигая, Є. Долгова, О.Іванова, О.Сичова, А.Миронова. Окремо вийшли пісенні альбоми (у співавторстві): «Соловейко» (1998), «З нами Святий Миколай» (2011), «День і ніч» (2005), «Відверто кажучи» (2015) та ін. Він — автор гімнів Чорноморського національного університету імені Петра Могили, Миколаївського спецморпорту «Ольвія», Управління Служби безпеки України в Миколаївській області, Миколаївського хлібзаводу № 1, Миколаївської обласної універсальної наукової бібліотеки.
Співавтор гімну м. Миколаєва (спільно з Т.Сидоренко-Малюковою, Ю.Лачиновим, М.Николайчук, В.Пучковим, О.Болдусєвим, А.Сиротою).

## Нагороди
Лауреат Республіканської літературної премії ім. Василя Чумака (1987), культурологічної премії ім. Миколи Аркаса (1994), Всеукраїнської літературної премії ім. Володимира Свідзінського (2011), Всеукраїнської літературної премії імені Зореслава (2013), Всеукраїнської літературної премії імені Володимира Сосюри (2013), літературної премії ім. Леоніда Вишеславського (2013); Міжнародної літературної премії ім. Івана Кошелівця (2014), «Городянин року» в номінації «Мистецтво» (Миколаїв, 1999), «Людина року Миколаївщини» (2008, 2016), удостоєний почесної грамоти Верховної Ради України (2010). У 1999р. отримав Державну премію України імені Тараса Шевченка за книгу поезій та симфоній «Пектораль». Заслужений діяч мистецтв України (2016). Лауреат міжнародної літературної премії імені Миколи Гоголя «Тріумф» (2020, посмертно).

## Вшанування пам'яті
- У Казанка (центр громади) у 2021 році Гімназії № 2 присвоїли ім'я поета Дмитра Кременя[4]
- У селі Суха Гімназії присвоїли ім'я поета Дмитра Креміня[5]
- У місті Ужгород вулицю Антона Чехова у 2023 році було перейменовано на вулицю Дмитра Креміня[6].
- У місті Ужгород у 2023 році з'явився мурал із зображенням Дмитра Креміня на Ужгородській гімназії № 1 імені Т. Шевченка[7]
- На Закарпатті у 2023 році започатковано Літературну премію імені Дмитра Креміня[8]
- У Миколаївському обласному інституті післядипломної педагогічної освіти у 2023 році відкрили Центр освітнього краєзнавства імені Дмитра Кременя[9]
- У місті Миколаїв вулицю Молодогвардійську у 2024 році було перейменовано на вулицю Дмитра Кременя[10]
- У селі Суха вулицю без назви у 2024 році було перейменовано на вулицю Дмитра Креміня[11]

## Публікації
1. Кремінь, Д. Травнева арка: поезії / Д. Кремінь.  — К. : Молодь, 1978.  — 82 с.
2. Кремінь, Д. Південне сяйво: поезії / Д. Кремінь.  — Одеса: Маяк, 1982.  — 103 с.
3. Кремінь, Д. Танок вогню: поезії / Д. Кремінь.  — Одеса: Маяк, 1983.  — 72 с.
4. Кремінь, Д. Бурштиновий журавель: поезії / Д. Кремінь.  — К. : Рад. письменник, 1987.  — 110 с.
5. Кремінь, Д. Шлях по зорях: вірші / Д. Кремінь.  — К. : Молодь,1990.  — 96 с.
6. Кремінь, Д. Скіфське золото: поезії / Д. Кремінь // Бузький Гард.  — Миколаїв, 1996.  — С. 27-35.
7. Кремінь, Д. Пектораль: нова книга / Д. Кремінь.  — Миколаїв: МП «Можливості Кіммерії», 1997. -119 с.
8. Кремінь, Д. Елегія троянського вина / Д. Кремінь.  — Миколаїв: МП «Можливості Кіммерії», 2001.  — 105 с.
9. Кремінь, Д. Атлантида під вербою: вибрані поезії / Д.  Д.  Кремінь.  — К. : Неопалима купина, 2003.  — 63 с.
10. Кремінь, Д. Літопис: вибране / Д. Кремінь.  — Миколаїв: Можливості Кіммерії, 2003.  — 451 с.
11. Креминь Д. Ольвийский транзит: избранные стихотворения / Д. Креминь; пер. с укр. А.  В.  Павлов.  — Николаев: Изд-во ЮИКСУ, 2006.  — 80 с.
12. Кремінь, Д. Полювання на дикого вепра: поезії / Д. Кремінь.  — К. : Факт, 2006.  — 96 с.
13. Кремінь, Д. Літній час: лірика / Д. Кремінь.  — Миколаїв: Миколаїв. обл. друкарня, 2007.  — 64 с. : іл.
14. Кремінь, Д. Замурована музика: лірика, симфонії, поеми / Д. Кремінь.  — К. : Ярославів Вал, 2011.  — 360 с.
15. Кремінь, Д. Скрипка з того берега: лірика / упор. Т.  Д.  Кремінь, худ. Ю.  С.  Гуменний. / Д. Кремінь.  — Миколаїв: Іліон, 2016.  — 88 с.
16. Kremin, D. Poems from the Scythiаn Wild Field / D. Kremin ; translated by S. Ischenko, R. Thornton. — Canada: Ekstasis Editions, 2016. — 116 p.
17. Кремінь, Д. З днів шалених: кн. ранньої лірики та віршів «закарпатського циклу» / Д. Кремінь ; авт. передм. Т. Кремінь ; упоряд.: Т. Кремінь, І. Ребрик, Н. Ребрик. — Миколаїв: Іліон, 2021. — 300 с.
18. Український апокриф. Вибрані та останні твори. / Д. Кремінь ; упоряд. Т. Д. Кремінь. — «Ваш автограф». — 2023. — 272 с.
19. A Violin From The River Otherside / D. Kremin ; translated by S. Lavohkina. - USA: Lost Horse Press, 2023. - 215 p.
20. Сива райдуга. Книга віршів, есе і роздумів / Д. Кремінь ; упоряд. Т. Д. Кремінь, О. І. Кремінь. — К.: Ярославів Вал, 2024. — 500 с